# 925 до н. е.

## Події
- Царем Коринфа став напівлегендарний Бакхіс.
- Помер князь Лу Вей-гун, йому спадкував син Чжо Лі-гун.

### Астрономічні явища
- 9 березня. Повне сонячне затемнення.[1]
- 3 вересня. Кільцеподібне сонячне затемнення.[1]